# Circondario di Wittenberg
Il circondario di Wittenberg (in tedesco Landkreis Wittenberg) è un circondario rurale del Land tedesco della Sassonia-Anhalt.

## Suddivisione
Il circondario comprende 9 città:
- Annaburg  (6 514)
- Bad Schmiedeberg (8 107)
- Coswig (Anhalt) (11 488)
- Gräfenhainichen (11 446)
- Jessen (Elster) (14 158)
- Kemberg (9 467)
- Oranienbaum-Wörlitz (8 067)
- Wittenberg (45 535)
- Zahna-Elster (9 106)

(Abitanti il 31 dicembre 2022)